# Vinaya
Vinaya (en sànscrit o pali "disciplina", "educació") és el conjunt de normes que regulen la comunitat monàstica budista o sangha. Estan basades en el text canònic anomenat Vinaya Pitaka, que forma part del Cànon Pali. Les ensenyances de Buda, o Budadharma es poden dividir en dos grans categories: 'dharma' o "doctrina" i vinaya o "disciplina". Un altre terme per al budisme és dharmavinaya. La part principal del vinaya està formada per un conjunt de regles conegudes com a patimokka (en pali) o pratimokxa (en sànscrit).
El vinaya va ser transmès oralment de Buda als seus deixebles i en aquell temps es van desenvolupar 250 preceptes. Finalment van sorgir diferents Vinayas, depenent de la zona geogràfica o les diferències culturals i l'escola budista en què es van desenvolupar. Els Vinayas, en el fons, són els mateixos i només tenen petites diferències, per exemple en la tradició Theravada hi a 227 regles per als bhikkhus (monjos masculins), 311 per a les bhikkhunis (femenines). Altres tradicions tenen un nombre diferent de regles, per exemple l'ordre Gelugpa del Tibet segueix un vinaya que originalment pertany a la secta Sarvastivadin que té 253 regles.
Al voltant de les regles hi a una sèrie de texts. Alguns d'aquests expliquen l'origen de les regles. És possible seguir el desenvolupament de les regles segons les respostes que es donen a situacions específiques. Hi ha també un nombre de textos semblants a sutres que són estatuts més generals sobre la doctrina budista, o que donen detalls biogràfics d'alguns dels grans deixebles i la seva il·luminació. Altres seccions detallen com aplicar les regles, com tractar les infraccions o incompliments i les disputes entre monjos. Es creu que originalment no tenien regles i que Buda i els seus deixebles només vivien en harmonia quan estaven junts. La major part del temps es movien sols, però cada any, durant l'època del Monsó, quan viatjar era impossible, els bhikkhus es reunien durant uns pocs mesos. A mesura que la Shanga va anar creixent i va començar a acceptar gent menys preparada, que es mantenien sense il·luminar, es van començar a instaurar regles.
Sembla que al principi eren bastant flexibles i s'adaptaven a la situació. A l'època de la mort de Buda hi havia un cos de regles qu s'esperava que fos seguit pels bhikkhus. Al Mahaparinibbana Sutra de Buda, com a part de la seva darrera ensenyança, els diu als bhikkhus que poden abandonar algunes regles menors, però que han de perseverar en les principals, tot i així hi havia certa confusió sobre quines regles eren les principals i quines secundàries. Per tant, es va decidir que es seguirien totes les regles. Immediatament després de la mort de Buda es va fer un concili en el qual es van recollir, ordenar i recitar totes les ensenyances. Diu la llegenda que l'immens volum va ser recitat de memòria, Ananda recitant els sutres i Upali recitant el Vinaya.